# تيرنس أونغ
تيرنس أونغ (مواليد 24 أغسطس 1935) هو ملاكم ميانماري، مثّل بلاده في الألعاب الأولمبية الصيفية 1956.

## روابط خارجية
تيرنس أونغ على موقع أوليمبيديا (الإنجليزية)